# 胡培兆
胡培兆（？—2019年），男，浙江永康人。中国共产党党员。厦门大学经济研究所所长，经济学院院长，教授。

## 生平
1936年11月出生于浙江永康胡库前杭村一个农民家庭。1956年考入厦门大学经济系，师从校长王亚南。1960年毕业后被保送到复旦大学读研究生。然而到校后发生了研究生规模缩招变动，他被调整为助教，后又被调回家乡浙江金华汤溪中学、让长中学、金华女中等学校任俄语和语文教师。
在王亚南的帮助下，1977年胡培兆被调回到厦门大学任教。回校后他出版的第一本著作《马克思与资本论》，是在中学教书时写的初稿。先后受聘担任国务院学位委员会理论经济学学科评议组成员，教育部社会科学委员会委员、经济学学部召集人，教育部长江学者评审专家、中组部人才局“千人计划” 评审专家等。
2017年被查出前列腺癌。2019年4月26日22时去世。

## 研究
1979年提出并论证了“社会主义经济是建立在生产资料公有制基础上的有计划的商品经济”。2000年出版的《社会主义国有资本论》一书论证了社会主义国有资本存在的客观性与合理性，为中国国有资本的经营发展开拓理论空间。
2006年出版新著《经济学本质论》，认为研究经济学要勇于打破马克思经济学说的教条主义，中国主流经济学应以中国经济为研究对象，解释中国经济问题，推动中国经济发展。

## 荣誉
1985年获首届“孙冶方经济科学奖”（中国经济学界的最高奖）。1986年被授予“国家级有突出贡献的中青年专家”称号。1990年被授予“福建省首批优秀专家”称号。2018年获“南强杰出贡献奖”。

## 著作
- 胡培兆. . 教育部“十五”人文社会科学研究基金项目. 经济科学出版社. 2004年2月. ISBN 9787505839557.
- 胡培兆. . 经济科学出版社. 2006年9月. ISBN 9787505857223.
- 胡培兆; 陈其林. . 厦门大学出版社. 2006年8月. ISBN 9787561526057.